# Ottavio Mazzonis
Ottavio Mazzonis (Torino, 20 dicembre 1921 – Torino, 8 novembre 2010) è stato un pittore italiano.

## Biografia
Cresciuto in una famiglia dell'aristocrazia torinese nell'antico Palazzo dei Solaro della Chiusa (oggi sede del Museo d'arte orientale di Torino), fin da piccolo Mazzonis ha modo di respirare l'arte e la cultura, attraverso la madre Elisa Desio Boggio (che prima del matrimonio era stata un apprezzato soprano) e il padre Federico, collezionista di dipinti sia di arte antica che di autori contemporanei piemontesi e non. Il risultato fu sin dall'infanzia una propensione alla pratica artistica unita ad un profondo interesse per la storia dell'arte, specialmente per la pittura del Settecento veneziano.
Dopo un precoce apprendistato presso lo studio di Luigi Calderini il giovane Ottavio approderà allo studio di Nicola Arduino (allievo di Giacomo Grosso), che seguirà nel 1946 nel padovano: qui apprenderà la tecnica della pittura a fresco, e realizzerà decorazioni e pale d'Altare per numerose chiese. Negli anni Sessanta e Settanta l'attenzione per soggetti sacri e religiosi si tradurrà con la realizzazione di parecchie opere a carattere religioso anche nell'area piemontese, tra cui si ricordano: le decorazioni della cupola nella Pieve di Cumiana (1960); la pala d'altare per San Pietro di Savigliano (1962); le decorazioni per il Seminario maggiore di Mondovì Piazza (1964); la Pala d'altare con il beato Valfrè per la Chiesa di San Filippo Neri di Torino (1972).
Nel 1982 inizia il suo rapporto con la galleria Forni di Bologna, partecipando in quell'anno alla Biennale d'arte contemporanea di Salò, all'expo Arte di Bari, all'Arte fiera di Bologna e alla FIAC di Parigi. Il sodalizio con la galleria bolognese lo porterà ad essere presente a tutte le esposizioni nazionali ed internazionali di Forni (Stoccolma, New York, Los Angeles, Londra e Madrid); del 1986 è la sua partecipazione alla mostra “Piemonte Anni Ottanta” tenuta presso il Grand Palais di Parigi.
Negli anni successivi Mazzonis continuerà ad esporre presso le principali mostre e fiere nazionali ed internazionali; nel 2000 invece inizierà un'attiva collaborazione con la città di Cento, realizzando le 15 stazioni della “Via Crucis”, collocate presso la Chiesa del Santo Rosario, ottenendo per questo merito la cittadinanza onoraria della città.
Nel 2009, tramite l'interessamento di Vittorio Sgarbi, ottiene dalla Prefettura di Siracusa l'incarico di eseguire due pale per il transetto della Cattedrale di Noto; le opere, di cui esistono i bozzetti, non vedranno mai la luce per la morte dell'artista, avvenuta nel 2010.

## Principali Esposizioni Personali
- 1968 Galleria Fogliato, Torino
- 1975 Galleria Quaglino, Torino
- 1981 Galleria la Barcaccia, Roma
- 2010 Museo MARCS, Cento (FE)
- 2014 Museo Accorsi - Ometto, Torino
- 2015 Museo Accorsi - Ometto, Torino